# Rob Verlinden
Rob Verlinden (Laren, 30 augustus 1950) is een Nederlandse tuinman, presentator van tuinprogramma's en schrijver van diverse tuinboeken.

## Biografie
Verlinden is de zoon van een hovenier uit Eemnes. In 1974 nam hij het sinds 1920 bestaande hoveniersbedrijf over van zijn vader. Verlinden heeft twee dochters.

## Carrière
In 1986 begon Rob zijn tv-carrière in de tuinrubriek van AVRO Service Salon. In 1992 maakte hij de overstap naar RTL 4 en begon daar met het tv-programma Flora Magazine, dat twee seizoenen lang werd uitgezonden. Daarna werd dit magazine met het klusprogramma Eigen huis van klusser-presentator Nico Zwinkels samengevoegd tot een programma: Eigen Huis & Tuin. Met steeds wisselende presentatrices hield dit doe-het-zelfprogramma stand tot 2020.
Verlinden en Zwinkels maakten in 2004 een overstap naar SBS6. Het beoogde gezamenlijke programma voor de nieuwe omroep kwam echter nooit tot stand, doordat Zwinkels vanwege klachten over zijn gedrag niet meer geschikt werd geacht. Hoewel Verlinden altijd achter zijn maat was blijven staan, besloot hij alleen verder te gaan met een nieuw programma: De Tuinruimers, sinds 2010 uitgezonden onder de titel Robs grote tuinverbouwing.
Behalve het programma heeft Verlinden een wekelijkse column in TrosKompas en het AD. Hij is verder iedere dag te beluisteren bij het Meteo Consult-tuinweerbericht.
Sinds 2016 lijdt hij aan een spierbeschadiging en is hij zichtbaar vermagerd.
In mei 2018 ging, de dan 67-jarige, Verlinden het rustiger aan doen. Zijn tuinprogramma Robs Grote Tuinverbouwing werd vanaf 1 september 2018 overgenomen door Ivo Putman en ging verder als De Grote Tuinverbouwing.
Hij ontving in 2018 de erepenning van Almere; hij zet zich al jaren in als ambassadeur van deze stad.
In november 2019 maakte Verlinden in zijn biografie Verwoesting door Passie bekend, al 28 jaar besmet te zijn met HIV en dit al die tijd voor iedereen geheim te hebben gehouden.

## Tv-programma's
- AVRO Service Salon (AVRO, 1986-1992)
- Flora Magazine (RTL 4, 1992-1993) met Anniko van Santen
- Eigen Huis & Tuin (RTL 4, 1993-2004) met Nico Zwinkels
- Robs tuinreizen (RTL 4, 2003)
- Kerst met Rudolph en Rob (RTL 4, 2003-2004) met Rudolph van Veen
- De Tuinruimers (SBS6, 2004-2010)
- Robs grote tuinverbouwing[3] (SBS6, 2010-2018)

## Boeken
- Tuinieren met gevoel (2005)
- De tuinruimers (2006)
- Groene spreekuur (1996)
- Het Nieuwe Tuinieren (1999)
- Verwoesting door Passie (2019, biografie)

## Trivia
- In 2003 dreigde Verlinden radiomaker Edwin Evers met een rechtszaak, omdat deze hem onophoudelijk 'beledigend' imiteerde.